# Худяков, Павел Васильевич
Павел Васильевич Худяков (1904—1949) — советский интендант и строитель, заместитель начальника Главного Управления железнодорожного строительства НКВД СССР, с января 1945 года заместитель И. В. Курчатова в Лаборатории № 2 АН СССР (затем Институт атомной энергии АН СССР).

## Молодые годы
Родился в селе Козыревка Большесолдатского района Курской области в крестьянской семье. Там же жил в семье отца до 1924 года.

## Работа в промышленности
- 1924—1930 гг. — работа на металлургическом заводе в г. Сталино (Донецк) последовательно рабочим, кладовщиком и заместителем начальника склада. Одновременно учился в вечернем рабочем университете. В члены ВКП(б) вступил 3 октября 1928 года.
- 1931—1932 гг. — работа на заводе Электросталь заместителем коммерческого директора.
- 1932—1936 гг. — учёба во Всесоюзной промышленной академии
- 1937—1939 гг. — заместитель начальника сектора Народного комиссариата тяжелой промышленности СССР, затем начальник отдела финансовой инспекции Народного комиссариата чёрной металлургии СССР.[1]

## Служба вНКВД
- В 1939 году мобилизован в органы НКВД и 27 февраля 1939 года назначен на должность начальника финансового отдела и заместителя начальника Управления железнодорожного строительства (УЖДС) НКВД на Дальнем Востоке
- С 16 января 1940 года до 4 января 1945 года заместитель начальника Управления железнодорожного строительства (УЖДС) НКВД.
- В январе 1945 года откомандирован на должность заместителя начальника Лаборатории № 2 Академии наук СССР.

Звания
- интендант 1-го ранга (5 марта 1939);
- подполковник интендантской службы (23 марта 1943);
- полковник интендантской службы (16 августа 1945);[2]

Умер от ранения в результате покушения в ночь с 3 на 4 июня 1949 года в жилом доме своей семьи на территории «Газового завода» (Площадка № 2) Лаборатории № 2. Похоронен на Новодевичьем кладбище. На могиле установлено надгробие работы скульптора С. Д. Лебедевой и архитектора Ю. А. Дульгиера.

## СтроительствоИнститута атомной энергии АН СССР
«Для лабораторий и мастерских не было силового хозяйства и газа. Первые работы по созданию реактора деления проводились в брезентовой палатке. П. В. Худяков за короткое время в трудных условиях преобразовал площадку Лаборатории № 2 и все её хозяйство. Быстро было построено специальное здание „Монтажные мастерские“, где уже 25 декабря 1946 года был запущен первый в СССР уран-графитовый реактор. В 1947 году вступило в строй хорошо оборудованное огромное здание для полутораметрового циклотрона сектора Л. М. Неменова. Для научных отделов Л. А. Арцимовича, И. К. Кикоина, сектора В. И. Меркина были построены лабораторные здания с мастерскими. Для отдела И. В. Курчатова были построены и оборудованы механические мастерские. Кроме этого, вступили в строй „Газовый завод“, кузница, гараж, котельная и теплотрасса. … Капитальные строительные работы по научным и производственным объектам в 1946 году были выполнены на 155 %, в 1947 году на 119 %, в 1948 году на 109 %. …
На 1 марта 1949 года было построено 62 жилых дома, общей площадью 25600 м², а полезной площадью 14700 м². На этой площади поселилось 476 семей, получив в среднем по 8 м² на человека. Квартиры были построены со всеми удобствами, причем 108 квартир были вскоре газифицированы. Построены и вошли в строй баня, прачечная, клуб, а затем и Дом культуры со зрительным залом на 600 мест, продовольственный магазин, пионерлагерь, дом отдыха и профилакторий в Крюково, санаторий в Хосте на Чёрном море».
Эта большая стройка, как и назначение П. В. Худякова (по согласованию с И. В. Курчатовым) на должность заместителя начальника Лаборатории № 2, началась после выхода Постановления ГКО СССР № 7069сс, в приложении № 3 к которому было написано: «Разрешить НКВД СССР сформировать за счет спецконтингента НКВД СССР 3 строительных батальона по 1000 человек в каждом для строительства Лаборатории № 2 Академии наук СССР». Построенный для сотрудников Лаборатории № 2 жилой посёлок, по свидетельству Б. Г. Ерозолимского, работавшего в Институте атомной энергии с 1947 по 1982 год и жившего там, его обитатели прозвали «Худяковкой».